# Ibutilide
La ibutilide è un farmaco anti-aritmico di classe III utilizzato prevalentemente nei casi di fibrillazione atriale e flutter atriale; in quest'ultimo caso, trova un importante impiego specifico.

## Classificazione
Nella classificazione di Vaughan-Williams per gli antiaritmici, basata sul tipo di canale ionico bloccato, la ibutilide è considerata come antiaritmico di classe III, in virtù della capacità specifica di blocco sui canali per il potassio; tuttavia è stato aggiunto un meccanismo anti-aritmico aggiuntivo nell'attivazione delle correnti lente per il sodio, benché non sia ancora nota l'importanza relativa dei due eventi.

## Farmacocinetica
Al contrario della dofetilide, il farmaco non deve essere somministrato con regime orale ma solo tramite iniezione endovenosa in ambiente ospedaliero controllato; concentrazioni sieriche terapeutiche possono essere raggiunte in circa 20 minuti. Il farmaco scompare rapidamente dal torrente ematico per esteso metabolismo epatico.

## Farmacodinamica
La ibutilide blocca i canali del potassio nelle cellule miocardiche attivante, sopprimendo la componente rapida della corrente ritardata rettificatrice ripolarizzante; questo evento comporta un aumento dell'intervallo QT all'elettrocardiogramma.

## Impiego clinico
La ibutilide dovrebbe essere usata in regime ospedaliero nel controllo del flutter atriale non altrimenti controllabile.

## Effetti collaterali
Al pari della dofetilide, l'effetto collaterale più temibile è la comparsa di torsione di punta in seguito ad allungamento del tratto QT. Questi effetti possono essere evitati in seguito ad aggiunstamento del dosaggio in relazione al monitoraggio elettrocardiografico condotto per almeno 4 ore dall'infusione del farmaco.